# Maison des Sept Princes-électeurs
La Maison des sept princes-électeurs (en hongrois : Hét választófejedelem ház) est un édifice situé dans le 5e arrondissement de Budapest.